# Norge i olympiska vinterspelen 1976
Norge i olympiska vinterspelen 1976.

## Medaljer

### Guld
- Hastighetsåkning på skridskor
  - Herrarnas 1500 m: Jan Egil Storholt
  - Herrarnas 5000 m: Sten Stensen

- Längdskidåkning
  - Herrarnas 50 km: Ivar Formo

### Silver
- Hastighetsåkning på skridskor
  - Herrarnas 1000 m: Jørn Didriksen
  - Herrarnas 10 000 m: Sten Stensen

- Längdskidåkning
  - Herrarnas 4x10 km stafett: Pål Tyldum, Einar Sagstuen, Ivar Formo och Odd Martinsen

### Brons
- Hastighetsåkning på skridskor
  - Damernas 3000 m: Lisbeth Korsmo